# Georg von Reicherstorffer
Georg von Reicherstorffer (Nagyszeben, 1495. k. – Prossnitz, 1554 k.) erdélyi szász történetíró és térképész.

## Élete
Apja a nagyszebeni káptalan szolgálatában álló Andreas Reicherstorffer volt; a család Reichesdorfból (Medgyesszék) származott és ezért viselték ezt a nevet. Humanista oktatásban részesült, de erről csak annyi ismert bizonyossággal, hogy 1520. október 25-én beiratkozott a bécsi egyetemre, de maradtak fenn utalások páduai tanulmányokra is. Legkésőbb 1522-re befejezte tanulmányait, mert ettől az évtől kezdve 1525-ig városi írnok volt Nagyszebenben, ahol „Sacra apostolica et imperiali autoritatibus notarius publicus et tabellio juratus” címmel írta alá magát. A hatáskörébe tartozott a városi tanács jegyzőkönyveinek vezetése és a végrendeletek rögzítése is.
1525-től Mária magyar királynő titkára volt. II. Lajos király halála után I. Ferdinánd szolgálatába állott és 1527-ben királyi titkár és tanácsos, utóbb erdélyi kincstartó lett. Bél szerint (Notit. novae Tom. I. 455. l.) 1537-ben a kir. magyar kamaránál tanácsos volt.
I. Ferdinánd többször is őt küldte fontosabb ügyekben Erdélybe és Moldvába. 1528-ban erdélyi körutat tett két honfitársa, Sigmund Gross és Martin Maurer társaságában, hogy Szapolyai János híveit gyengítse és a szászokat I. Ferdinánd részére megnyerje. A küldetésüket olyan sikeresen teljesítették, hogy előbb Brassót, majd a többi szász várost lázították fel az Erdélybe menekült Szapolyai János ellen. A hajthatatlanokat, köztük Morgondai János nagysinki királybírót és Peter von Tobesdorff (Tóbiássy Péter) eceli őrgerébet eltávolították. A városokat csapataikkal terrorizálták, még a Ferdinánd-párti Markus Pemfflinger nagyszebeni királybíróval is összetűztek.
Reicherstorffer kétszer járt követségben Moldvában. 1527. június 27-én I. Ferdinánd meghatalmazottjaként, Pozsonyon keresztül utazott Olmützbe, Krakkóba, Lembergbe és Bákóba Petru Rareș moldvai fejedelemhez, hogy vele szövetséget kössön; miután ez megtörtént, Brassóba utazott, ahol sikerült a lakosságot Ferdinánd részére megnyernie, de megszerezte a többi szász, illetve az erdélyi főurak rokonszenvét is.
1530 és 1531-ben Olmützben élt és Ferdinánd az erdélyi ügyekben mindenkor kikérte tanácsát. Ferdinándnak tett szolgálatai fejében 1532. július 12-én V. Károly német-római császár nemesi rangra emelte Nicasius nevű testvérével együtt. 1535-ben visszatért második moldvai küldetéséből, 1543-ig Budán és Olmützben tartózkodott. Életének ebben a nyugodtabb szakaszában írta Erdély és Moldva földrajzáról szóló művét. 1543-ban az esztergomi érsek elbocsátotta a kamarai szolgálatból, viszonylag alacsony járadék biztosítása mellett. Reicherstorffer panaszt tett Ferdinándnál, hivatkozva a király szolgálatában elszenvedett anyagi veszteségeire, de nem járt sikerrel. Ekkor lányához költözött a morvaországi Prossnitzba, és itt töltötte utolsó éveit betegségben és szegénységben. Az utolsó adalék róla 1554. június 17-én kelt.

## Művei
- Moldaviae Qvae Olim Daciae Pars, Chorographia, Georgio a Reicherstorf. Viennae, M. D. XLI. (az utolsó levél előlapján a Reichersdorfer czímere)
- Chorographia Transylvaniae, Quae Dacia olim appellata, aliarumquae provinciarum & regionum succuncta descriptio & explicatio. Georgio a Reychersdorff… autore. Uo. M.D.L. (A 21. levélen külön czymlappal áll: Moldaviae, Quae Olim Daciae Pars, Chorographia. A Transylvania és Moldavia újabb kiadása, Bronovius Tartariajával együtt. Köln, 1595)
- Transsilvaniae Olim. Daciae. Dictae Descriptio a Io. Petro & Paulo Manuciis, ex uariis ueterum & recentiorum Scriptorum monumentis, & praecipue ex Georgio a Reychersdorff, accurate in unum congesta. Romae, M. D. XCVI.

## Magyarul
- Erdély és Moldva leírása, 1550; szöveggond., ford., tan., jegyz. Szabadi István; KLTE, Debrecen, 1994 (Series fontinum Latinorum Debreceniensis)